# United States Army Medical Research Institute of Infectious Diseases
Výzkumný ústav infekčních nemocí armády Spojených států amerických (anglicky United States Army Medical Research Institute of Infectious Diseases; USAMRIID) je hlavní institucí a zařízením americké armády pro obranný výzkum proti biologickým zbraním. Nachází se ve Fort Detrick v Marylandu a je podřízenou laboratoří Velitelství zdravotnického výzkumu a vývoje americké armády (USAMRDC), které sídlí ve stejném zařízení.
USAMRIID je jedinou laboratoří amerického ministerstva obrany, která je vybavena pro studium vysoce nebezpečných virů na úrovni biologické bezpečnosti 4. Disponuje zhruba 800 zaměstnanci.
USAMRIID bylo také prvním biologickým pracovištěm svého druhu, které zkoumalo kmen antraxu AMES, který byl na základě genetické analýzy určen jako bakterie použitá při útocích antraxem v roce 2001.

## Historie
USAMRIID má své kořeny na počátku 50. let 20. století, kdy byl podplukovník Abram S. Benenson jmenován styčným důstojníkem pro lékařské záležitosti v laboratořích biologické války (BWL) americké armády v Campu (později Fort) Detrick, aby se soustředil na problematiku biomedicínské obrany. Brzy poté byla podepsána společná dohoda o obraně proti biologickým zbraním, které byly prováděny společně s chemickým sborem americké armády a armádním lékařským oddělením. V těchto prvních dnech vznikl dobrovolnický zdravotnický program známý jako "Projekt Whitecoat" (1954–1973).

### 70. léta
Koncem sedmdesátých let se kromě práce na Coxiella burnetii a dalších rickettsiích rozšířily výzkumné priority o vývoj vakcín a terapeutik proti argentinským, korejským a bolivijským hemoragickým horečkám, horečce Lassa a dalším tropickým nemocem, které by mohly představovat potenciální hrozbu pro biologickou bezpečnost. V roce 1978 ústav pomáhal s humanitárním úsilím v Egyptě, když tam poprvé vypukla závažná epidemie horečky riftového údolí.
Koncem 80. let byl kvůli úniku antraxu ve Sverdlovsku zahájen nový program na zlepšení stávající vakcíny proti antraxu a na získání nových informací o patofyziologii tohoto onemocnění způsobeného biologickými zbraněmi využívající Bacillus anthracis.

### 80. léta
Při vyšetřování potenciální epidemie opičí hemoragické horečky (SHF) v roce 1989 objevil pracovník Thomas Geisbert ve vzorcích tkáně odebraných z makaka jávského, dovezeného z Filipín do laboratoří Hazleton v Restonu ve Virginii, filoviry podobného vzhledu jako ebola. následně se oficiálně potvrdil první výskyt nového kmenu ebolaviru, pojmenovaném Ebolavirus Reston. Role USAMRIID v této lokální epidemii se stala hlavním tématem bestselleru Richarda Prestona z roku 1995 The hot zone (Horká zóna).

### Současnost
Na začátku pandemie covidu-19 se začaly šířit zprávy o tom, že virus SARS-CoV-2, způsobující onemocnění covid-19, unikl právě z této instituce. USAMRIID tuto informaci popřel. Původ zprávy lze vypátrat do Číny, kde se virus objevil poprvé.

## Významní lidé
- C. J. Peters; lékař a virolog, kterého proslavil bestseller The hot zone.
- Lisa Hensleyová; mikrobioložka, odbornice na ebolu a pravé neštovice.
- Steven Hatfill; lékař, patolog a bývalý podezřelý z kauzy Amerithrax.
- Bruce Ivins; mikrobiolog a vakcinolog; FBI ho označila za viníka Amerithraxu.
- Peter Jahrling; virolog, který studoval neštovice a ebolu.